# Piranha Bytes
Piranha Bytes GmbH，是一家德國遊戲開發商，以哥特王朝系列而闻名。
1997年10月12日，公司創立。1999年，成為Phenomedia AG的全資子公司。2002年，因母公司Phenomedia破产，管理层买回了公司股份。2019年5月，被拥抱者集团收购。2023年12月，因母公司拥抱者集团的成本削减计划大幅裁员成为空壳公司。据报道，工作室已于2024年6月底正式关闭。

## 历史
1997年10月12日，亚历克斯·布鲁格曼、迈克尔·霍格、斯特凡·纽尔和汤姆.普茨基在德国波鸿創立Piranha Bytes Software GmbH。1999年，被德国游戏发行商Phenomedia AG收购，成为其全資子公司。
2002年，母公司Phenomedia AG爆发財務醜聞并破產，管理层买回了公司的全部股份。并成立新的公司实体Pluto 13 GmbH，所有股東均為Pluto 13 GmbH的僱員。管理层將工作室商标和所有游戏版權轉讓給Pluto 13 GmbH，新公司仍使用Piranha Bytes作为商号。
2007年5月22日，Piranha Bytes宣布终止和發行商JoWooD的合作。JoWooD发行的《哥特王朝3：被遺忘的神》成为系列首個非Piranha Bytes開發的作品。在6月18日，Piranha Bytes宣布未来将和发行商Deep Silver合作。
2010年科隆电玩展上，Piranha Bytes宣佈《崛起2：黑暗水域》於2012年4月27日发售。其续作《崛起3：泰坦之王》，則於2014年8月12日发售。
2011年JoWooD破產後，Piranha Bytes與收購JoWooD的Nordic Games簽署了新的分銷協議。
2015年7月，Piranha Bytes宣布，其新作品，科幻角色扮演游戏《ELEX》，将由THQ Nordic发行，於2017年10月17日发售。
2019年5月，拥抱者集团的子公司THQ Nordic宣布收购Pluto 13 GmbH。收购后，公司重组为Piranha Bytes GmbH。
2023年，拥抱者集团因债务压力开始进行成本削减计划。2023年底，拥抱者集团试图出售Piranha Bytes，但未能成功。随后Piranha Bytes进行了大幅裁员。
2024年1月22日，该工作室在其官方网站上发布了一条消息，承认公司状况艰难，但正在积极寻找未来项目的合作伙伴。一名前员工证实，由于未能找到这样的合作伙伴，工作室于6月底关闭。工作室领导人创立了一家新独立工作室Pithead Studio。

## 外部連結
- 官方网站